# Château de la Roche-Faton
Le château de La Roche-Faton est un château français situé à Lhoumois, dans le département des Deux-Sèvres, en région Nouvelle-Aquitaine.
Le bâtiment principal du château est inscrit au titre des monuments historiques le 11 juillet 1973 puis le 31 décembre 1993 pour les ailes des communs.